# Oncotympanini
Oncotympanini es una tribu de cigarras de la familia Cicadidae que se encuentra en China y el sudeste de Asia. Hay al menos 3 géneros y alrededor de 12 especies descritas en Oncotympanini.

## Géneros
Estos tres géneros pertenecen a la tribu Oncotympanini: 
- Mata (Distant, 1906)
- Neoncotympana (Lee, 2010)
- Oncotympana (Stål, 1870)